# Повітряний кодекс України
Повітряний кодекс України — кодифікований закон, прийнятий Верховною Радою України 19 травня 2011 року і набрав чинності з 16 вересня 2011 року.
Повітряний кодекс України — систематизований акт законодавства, що регулює діяльність користувачів повітряного простору України з метою задоволення інтересів України та її громадян і забезпечення безпеки авіації.
Повітряний кодекс України встановлює правові основи діяльності в галузі авіації. Державне регулювання діяльності в галузі авіації та використання повітряного простору України спрямоване на гарантування безпеки авіації, забезпечення інтересів держави, національної безпеки та потреб суспільства і економіки у повітряних перевезеннях та авіаційних роботах.

## Історія створення
Історія видання кодексів у нашій країні нараховує більш як вісімдесят років.
У СРСР повітряні кодекси приймалися в 1932 р., 1935 р., 1961 р., дія яких поширювалась тільки на цивільну авіацію. Не регламентувались законами СРСР діяльність державної авіації, використання авіації для проведення дослідно-конструкторських, експериментальних робіт і випробувань авіаційної техніки, а також іншої діяльності в повітряному просторі (стрільба, пуски ракет тощо), що часто призводило до інцидентів як у повітряному просторі, так і під час обслуговування повітряних суден різних відомств на аеродромах.
Повітряний кодекс СРСР від 11 травня 1983 р. відображав положення Чиказької конвенції 1944 р. у зв'язку з приєднанням СРСР до цієї конвенції в 1970 р. Дія сорока однієї статті цього Кодексу поширювалася на всю авіацію Радянського Союзу. В ньому вперше було визначено поняття «авіаційний персонал» та встановлено адміністративну відповідальність за порушення правил безпеки польоту повітряних суден. Створення цього Кодексу було революційною подією в галузі розвитку й удосконалення повітряного права.
За часів незалежності перший Повітряний кодекс України був прийнятий 4 травня 1993 р. Він втратив чинність 16 вересня 2011 року. Повітряний кодекс України 1993 р. відіграв значну роль на етапі розвитку української авіації та був основним нормативно-правовим документом авіаційної галузі. Проте з кожним роком у зв'язку з бурхливим розвитком авіації все гостріше відчувалась недосконалість державного управління авіаційним комплексом, невідповідність високим міжнародним стандартам безпеки авіаційних перевезень, застарілість регулювання господарської діяльності. Усі ці фактори негативно позначалися на ефективності роботи авіаційного комплексу, що ускладнювало інтеграцію України в міжнародний авіаційний простір, яка була членом з 1992 року таких міжнародних організацій, як: Міжнародна організація цивільної авіації (ICAO);
Європейська конференція цивільної авіації (ECAC);
Європейська організація з безпеки аеронавігації (EUROCONTROL);
та була кандидатом у члени Об'єднаних Авіаційних Властей (JAA), частину повноважень яких було передано Європейській агенції з безпеки авіації (EASA).
Тому враховуючи регуляторні вимоги цих організацій був прийнятий Верховною Радою України новий Повітряний кодекс України 19 травня 2011 р., підписаний Президентом України 19 травня 2011 року № 3393-VI та набрав чинності 16 вересня 2011 р. Прийняття нового Повітряного кодексу України було одним із пріоритетів співробітництва у сфері транспорту на 2010 р., визначених у Порядку денному асоціації (ПДА) між Україною та ЄС, та однією з передумов підписання Угоди про спільний авіаційний простір.
Повітряний кодекс України 2011 р. спрямований на приведення чинного законодавства у відповідність до норм міжнародного повітряного права, його оновлення значно полегшило «відкриття» неба ЄС, США та інших країн для пасажирів, авіаперевізників та літакобудування України. У редакцію Повітряного кодексу України імплементовано окремі норми міжнародного, зокрема європейського, авіаційного законодавства, а також закладено основи для їх подальшої реалізації шляхом видання відповідних підзаконних актів різного рівня.

## Зміст і структура кодексу
В цьому кодексі визначена низка термінів: авіаційна подія, аварія, авіаційна діяльність, аварійне обслуговування, аварійно-рятувальне забезпечення, авіація загального призначення, багаж, вантаж, виробник, дозвіл, землі аеропортів, катастрофа, міжнародний аеропорт та інші.
Повітряний кодекс визначає, що  авіація поділяється на державну та цивільну. Цивільна авіація функціонує для забезпечення потреб громадян та держави у повітряних перевезеннях та авіаційних роботах, а також для виконання приватних польотів. Цивільна авіація в свою чергу поділяється на авіацію загального призначення та комерційну авіацію. Державна авіація  спрямована на забезпечення оборони держави, національної безпеки та захисту населення, що здійснюється Збройними Силами України та іншими військовими формуваннями.
Кодекс складається з 130 статей і 6 прикінцевих положень, згрупованих у 19 розділах:

###### Розділ I. Загальні положення
- Стаття 1. Визначення термінів
- Стаття 2. Суверенітет над повітряним простором України
- Стаття 3. Сфера дії Повітряного кодексу України

###### Розділ II. Система державного регулювання в галузі авіації та використання повітряного простору україни
- Стаття 4. Державне регулювання діяльності в галузі авіації та використання повітряного простору України
- Стаття 5. Державне регулювання діяльності в галузі цивільної авіації
- Стаття 6. Повноваження керівника уповноваженого органу з питань цивільної авіації
- Стаття 7. Державне регулювання діяльності в галузі державної авіації
- Стаття 8. Державне регулювання використання повітряного простору України
- Стаття 9. Розслідування авіаційних подій та інцидентів

###### Розділ III. Основні механізми управління безпекою в галузі авіації
- Стаття 10. Забезпечення безпеки авіації
- Стаття 11. Нормативно-правове регулювання
- Стаття 12. Здійснення загальнодержавних витрат на авіаційну діяльність
- Стаття 13. Сертифікація, схвалення суб'єктів авіаційної діяльності
- Стаття 14. Визнання сертифікації суб'єктів та об'єктів авіаційної діяльності
- Стаття 15. Сертифікаційні перевірки та нагляд
- Стаття 16. Державні інспектори та особи, уповноважені на проведення перевірок
- Стаття 17. Захист державних інспекторів та осіб, уповноважених на проведення перевірок
- Стаття 18. Обов'язки керівників суб'єктів авіаційної діяльності, що перевіряються
- Стаття 19. Відносини уповноваженого органу з питань цивільної авіації з правоохоронними органами
- Стаття 20. Розгляд скарг на рішення уповноваженого органу з питань цивільної авіації та його посадових осіб
- Стаття 21. Система обов'язкових сповіщень щодо безпеки цивільної авіації
- Стаття 22. Система добровільних сповіщень щодо безпеки цивільної авіації

###### Розділ IV. Використання повітряного простору україни
- Стаття 23. Організація використання повітряного простору України та відповідальність за порушення порядку його використання
- Стаття 24. Державні пріоритети у використанні повітряного простору України
- Стаття 25. Структура повітряного простору України
- Стаття 26. Класифікація повітряного простору України
- Стаття 27. Використання міжнародного повітряного простору
- Стаття 28. Об'єднана цивільно-військова система організації повітряного руху
- Стаття 29. Дозвільний порядок використання повітряного простору України
- Стаття 30. Заборони та обмеження використання повітряного простору України
- Стаття 31. Контроль за дотриманням порядку та правил використання повітряного простору України
- Стаття 32. Перетинання повітряними суднами державного кордону України
- Стаття 33. Обслуговування повітряного руху та управління повітряним рухом
- Стаття 34. Сертифікація аеронавігаційного обслуговування
- Стаття 35. Метеорологічне обслуговування
- Стаття 36. Плата за аеронавігаційне обслуговування
- Стаття 37. Обслуговування аеронавігаційною інформацією

###### Розділ V. Повітряні судна та льотна придатність
- Стаття 38. Класифікація повітряних суден
- Стаття 39. Реєстрація цивільних повітряних суден
- Стаття 40. Міжнародні договори відповідно до статті 83 bis до Конвенції про міжнародну цивільну авіацію
- Стаття 41. Виключення повітряного судна з Державного реєстру цивільних повітряних суден України
- Стаття 42. Льотна придатність повітряних суден
- Стаття 43. Схвалення типової конструкції виробів авіаційної техніки, їх компонентів та обладнання
- Стаття 44. Льотна придатність екземпляра цивільного повітряного судна

###### Розділ VI. Польоти повітряних суден
- Стаття 45. Організація польотів
- Стаття 46. Польоти повітряних суден
- Стаття 47. Бортова документація повітряного судна
- Стаття 48. Зв'язок під час виконання польотів

###### Розділ VII. Авіаційний персонал
- Стаття 49. Склад авіаційного персоналу
- Стаття 50. Заборони та обмеження до власника свідоцтва
- Стаття 51. Сертифікація і допуск авіаційного персоналу до авіаційної діяльності
- Стаття 52. Підготовка, перепідготовка, підтвердження/відновлення та підвищення кваліфікації авіаційного персоналу і персоналу з наземного обслуговування
- Стаття 53. Трудові відносини та соціальний захист авіаційного персоналу
- Стаття 54. Державне регулювання авіаційної медичної діяльності
- Стаття 55. Медичний сертифікат та медичне обстеження авіаційного персоналу
- Стаття 56. Центри авіаційної медицини

###### Розділ VIII. Екіпаж повітряного судна
- Стаття 57. Екіпаж повітряного судна
- Стаття 58. Обов'язки та права членів екіпажу повітряного судна
- Стаття 59. Командир повітряного судна
- Стаття 60. Відповідальність та права командира повітряного судна
- Стаття 61. Робочий час членів екіпажу цивільних повітряних суден
- Стаття 62. Додаткові спеціалісти на борту повітряного судна

###### Розділ IX. Аеродроми і аеропорти
- Стаття 63. Аеродроми (вертодроми)
- Стаття 64. Державна реєстрація аеродромів
- Стаття 65. Сертифікація аеродрому
- Стаття 66. Експлуатант аеродрому
- Стаття 67. Маркірування аеродромів, злітно-посадкових майданчиків
- Стаття 68. Маркірування об'єктів і перешкод
- Стаття 69. Приаеродромна територія. Будівництво на приаеродромній території
- Стаття 70. Аеропорти
- Стаття 71. Координовані аеропорти
- Стаття 72. Експлуатант аеропорту
- Стаття 73. Управління аеропортами та цивільними аеродромами
- Стаття 74. Землі аеропортів (аеродромів)
- Стаття 75. Особливості розпорядження майном аеропортів (аеродромів)
- Стаття 76. Будівництво, реконструкція і модернізація аеропортів (аеродромів)
- Стаття 77. Наземне обслуговування в аеропортах і на аеродромах
- Стаття 78. Обмеження монополістичної діяльності в аеропортах. Вільна конкуренція та рівноправність
- Стаття 79. Повноваження місцевих органів виконавчої влади щодо забезпечення діяльності аеропортів
- Стаття 80. Забезпечення доступу і обмеження прав користування аеропортами та аеродромами
- Стаття 81. Плата за аеропортове обслуговування
- Стаття 82. Аварійно-рятувальне та протипожежне забезпечення

###### Розділ X. Охорона навколишнього природного середовища
- Стаття 83. Захист навколишнього природного середовища від шкідливого впливу польотів цивільних повітряних суден
- Стаття 84. Захист населення від шкідливого впливу викидів (емісії) забруднюючих речовин, шуму, електромагнітного випромінювання, ризику авіаційних подій під час експлуатації повітряних суден

###### Розділ XI. Захист цивільної авіації від актів незаконного втручання
- Стаття 85. Організація забезпечення авіаційної безпеки
- Стаття 86. Заходи щодо захисту від актів незаконного втручання
- Стаття 87. Превентивні заходи безпеки
- Стаття 88. Врегулювання кризових ситуацій
- Стаття 89. Предмети, заборонені для пронесення в зони обмеженого доступу аеропортів, що охороняються, та до перевезення на повітряних суднах
- Стаття 90. Підтримання встановленого порядку на борту повітряного судна
- Стаття 91. Застосування заходів стримування

###### Розділ XII. Повітряні перевезення
- Стаття 92. Загальні умови ліцензування
- Стаття 93. Забезпечення авіаційного перевізника
- Стаття 94. Умови виконання повітряних перевезень українським авіаперевізником
- Стаття 95. Умови здійснення повітряних перевезень іноземним авіаперевізником
- Стаття 96. Суспільно важливі повітряні перевезення
- Стаття 97. Повітряні перевезення небезпечних вантажів
- Стаття 98. Продаж повітряних перевезень, договір повітряного перевезення
- Стаття 99. Тарифи на повітряні перевезення
- Стаття 100. Обов'язки та відповідальність авіаційного перевізника
- Стаття 101. Захист прав споживачів послуг з повітряних перевезень
- Стаття 102. Обслуговування пасажирів з обмеженими фізичними можливостями (інвалідів)

###### Розділ XIII. Права пасажира на компенсацію у разі відмови у перевезенні, скасування чи тривалої затримки авіарейсів
- Стаття 103. Порядок виплати компенсації
- Стаття 104. Компенсація пасажирам у разі відмови у перевезенні
- Стаття 105. Компенсація пасажирам у разі скасування рейсу
- Стаття 106. Компенсація пасажирам у разі затримки рейсу
- Стаття 107. Компенсація пасажирам за зміну класу обслуговування

###### Розділ XIV. Авіаційні роботи
- Стаття 108. Умови виконання авіаційних робіт
- Стаття 109. Особливості виконання авіаційних робіт експлуатантами

###### Розділ XV. Пошук і рятування
- Стаття 110. Повітряне судно, що зазнає або зазнало лиха
- Стаття 111. Сигнали лиха повітряного судна
- Стаття 112. Повідомлення про повітряні судна, що зазнають або зазнали лиха
- Стаття 113. Організація та проведення пошуку і рятування
- Стаття 114. Забезпечення проведення пошукових і рятувальних робіт
- Стаття 115. Пошук і рятування за межами території України
- Стаття 116. Завершення пошуку і рятування

###### Розділ XVI. Авіаційне страхування
- Стаття 117. Обов'язкове авіаційне страхування цивільної авіації
- Стаття 118. Обов'язки суб'єктів авіаційної діяльності з авіаційного страхування

###### Розділ XVII. Розслідування авіаційних подій
- Стаття 119. Організація розслідування авіаційних подій та інцидентів
- Стаття 120. Організація діяльності Експертної установи з розслідування авіаційних подій
- Стаття 121. Запобігання авіаційним подіям та інцидентам
- Стаття 122. Забезпечення захисту інформації з безпеки польотів
- Стаття 123. Облік авіаційних подій
- Стаття 124. Роботи на місці авіаційної події
- Стаття 125. Фінансування робіт, пов'язаних з розслідуванням авіаційної події, і відшкодування витрат

###### Розділ XVIII. Відповідальність за порушення законодавства в галузі цивільної авіації
- Стаття 126. Відповідальність за порушення законодавства в галузі цивільної авіації
- Стаття 127. Фінансові санкції, що застосовуються до юридичних осіб — суб'єктів авіаційної діяльності
- Стаття 128. Орган, уповноважений розглядати справи про правопорушення у галузі цивільної авіації
- Стаття 129. Порядок накладення, оплати та стягнення штрафів за правопорушення в галузі цивільної авіації
- Стаття 130. Порядок оскарження постанови у справі про правопорушення у галузі цивільної авіації